# Botsorhel

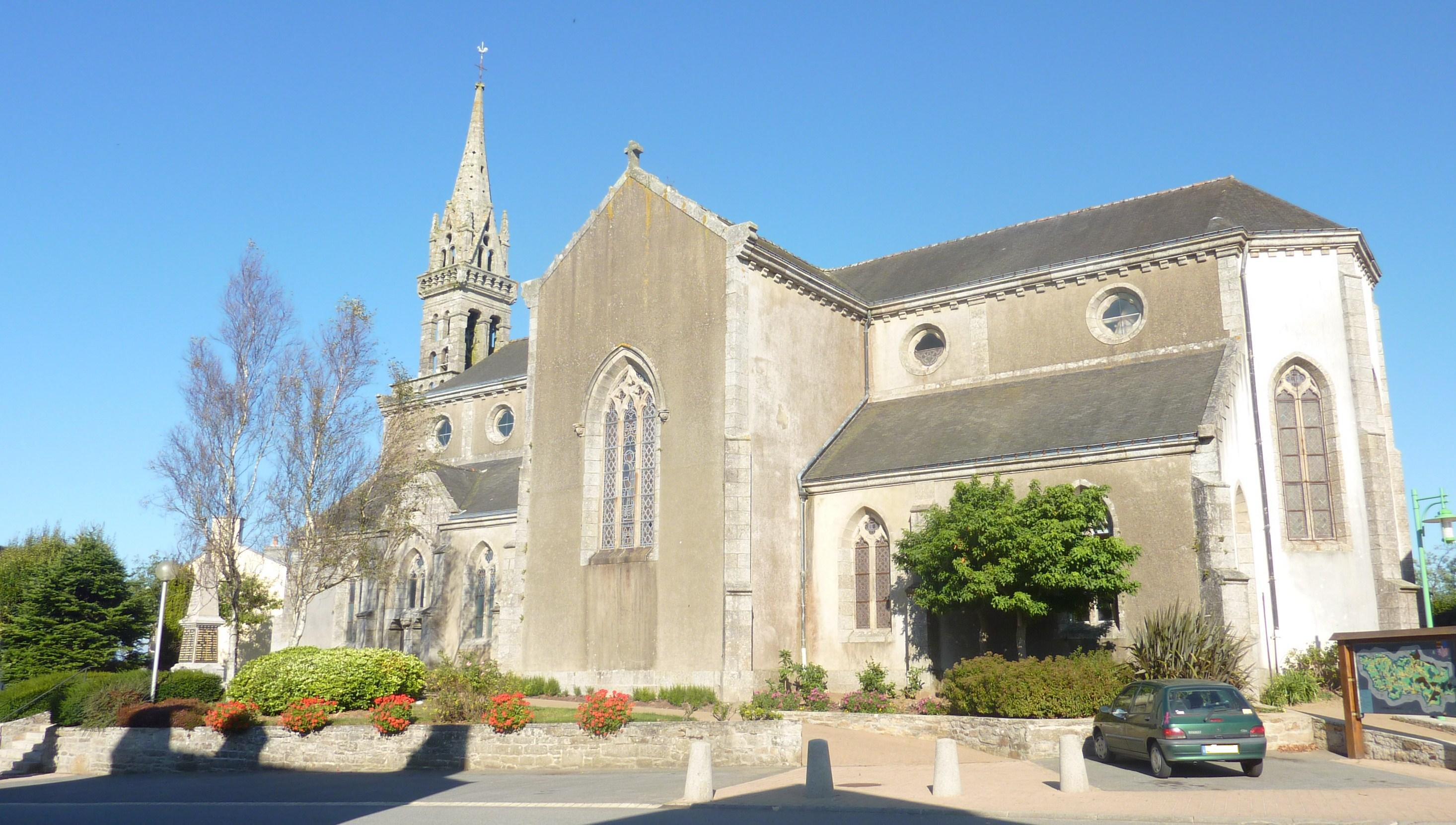

Botsorhel is een gemeente in het Franse departement Finistère (regio Bretagne) en telt 484 inwoners (2005). De plaats maakt deel uit van het arrondissement Morlaix.

## Geografie
De oppervlakte van Botsorhel bedraagt 25,8 km², de bevolkingsdichtheid is 18,8 inwoners per km².
De onderstaande kaart toont de ligging van Botsorhel met de belangrijkste infrastructuur en aangrenzende gemeenten.

## Demografie
Onderstaande figuur toont het verloop van het inwonertal (bron: INSEE-tellingen).
1. ↑  Populations de référence 2022.